# Cerkev Maria am Gestade, Dunaj
Cerkev Maria am Gestade je gotska cerkev na Dunaju v Avstriji. Ena izmed najstarejših cerkva v mestu, skupaj s cerkvijo svetega Petra in svetega Ruperta in je eden izmed redkih ohranjenih primerov gotske arhitekture na Dunaju. Nahaja se v Innere Stadt na Salvatorgasse 12, v bližini Donaukanala. Cerkev so tradicionalno uporabljali mornarji na reki Donavi. Ime odraža nekdanjo lokacijo na rečni terasi reke Donave, pred njeno regulacijo.

## Zgodovina
Pravijo, da je bila na tem mestu v 9. stoletju že lesena cerkev, čeprav je to sporno , ki je služila kot kraj čaščenja ribičem in mornarjem. Cerkev se prvič omenja v dokumentih iz leta 1158. Prvo referenca se pojavi leta 1137, posredno in bolj izrecno pa 1200. Sedanja stavba je bila zgrajena med 1394 in 1414 v gotskem slogu.
Lastništvo zemljišč se zdi nejasno, lahko bi bilo v rokah škofije Passau na Bavarskem,  bližnjega samostana Schottenstift in dunajskih družin. Od 1302 je bila cerkev v lasti Herren von Greif. Med letoma 1330 in 1355 je bil zgrajen nov prezbiterij in je verjetno zasnovan kot družinska grobnica. Leta 1409 je cerkev postala bolj stalen del Passauske škofije, ki daje svoje ime  okoliškim območjem (Passauer Platz) in ostala enklava, ko je bila leta 1469 ustanovljena Dunajska nadškofija.
Cerkev je bila de-posvečena leta 1786 in postopoma razpadla, nekateri deli so se podrli. Uporabljali so ga kot skladišče orožja in konjušnico v času Napoleonove okupacije Dunaja leta 1809. Leta 1812 je bila cerkev obnovljena in na novo posvečena in prišla v roke reda  Redemptoristov. Gotska korna okna so bila vzeta iz Laxenburga v Spodnji Avstriji in nameščena v gradu Franzensburg. Cerkev je bila dodatno obnovljena leta 1900 in ponovno leta 1930, v glavnem vključujejo figure na portalu.
Cerkev je povezana s češko skupnostjo na Dunaju.

## Opis

### Zvonik
Najbolj presenetljiva značilnost cerkve je 56 m visok prevotljen zvonik, zgrajen med letoma 1419-1428 v gotskem slogu kot arabeska. Prepoznaven je iz velike razdalje in je upodobljen na najstarejših podobah mesta.

### Kor
Kor, katerega gradnja se je začela ob istem času kot zvonika okoli 1330 vsebuje dve visoki gotski plošči (1460). Okna vsebujejo ohranjene fragmente srednjeveških vitrajev.

### Ladja
Ladja je zaradi omejenega prostora ožja kot kor. Ker je leži ob nekdanjem Donavskem rokavu, je  ladja rahlo ukrivljena. Gradnja se je začela leta 1400 in pravijo, da je bil vojvoda Albrecht III. ob koncu tudi sam graditelj.
Graditelj kora in stolpa je bil Michael Knab, ki izdelal tudi kasneje spremenjen načrt za stolpe stolnice svetega Štefana in je nasledil Petra Prachatitza, tudi mojstra graditelja.

### Portali
Cerkev ima tri portale, ki so okrašeni z reliefi in figurami. Korna vrata kaže Marijo Pomočnico in kronanje Marije, obe iz časa okoli 1350, kot je razbrati iz srednjega portala, ki ima realne upodobitve angelov, ki igrajo na glasbila.
Na glavnem portalu na zahodni fasadi so nadstreški okronani z reliefi dveh svetih Janezov (Krstnika in Evangelista) iz približno 1410, v slogu kot je viden tudi v stolnici svetega Vida v Pragi in številnimi skulpturami in mozaično dekoracijo, ki je iz 20. stoletja.

### Umetnost in okras
'Oznanjenje v ladji cerkve je iz okoli leta 1360 in je pripisano Meister der Minoritenwerkstatt, čigar delo se pojavi tudi v dunajski Minoritski cerkvi. Marijin del umika od stene in prostorska neodvisnost kretnje velja za pomemben prehodni kos visokega gotike.
Od umetnosti zgodovinskega pomena je tako imenovana Hornbergerjeva votivna slika iz leta 1462. Nahaja se v Klementovi kapeli.

## Orgle
Glavne orgle na zahodni empori so iz leta 1911, graditelj Matthew Mauracher (Salzburg). V tem instrumentu je nekaj materiala, cevi, iz prejšnjih orgel, kot tudi iz baročnih orgel, ki so stale na nekdanji pevski galeriji. Neo-gotsko obliko predhodnih orgel, ki je zgradil Friedrich Deutschmann, je videti v več delih. Pozno romanska predispozicija skrinje instrumenta ima dva manuala in pedala ter 36 registrov. 

## Galerija

### Zunanjost
- Maria am Gestade
- Maria am Gestade
- Maria am Gestade
- Zahodni portal
- Tloris cerkve

### Notranjost
- Interior
- Interior
- Oltar
- Oltar
- Orgle Matthäusa Mauracherja ml..